# Anders Lunderqvist
Anders Magnus Lunderqvist, född 25 januari 1848 i Färgelanda socken, död 29 januari 1919 i Frändefors församling, var en svensk kyrkoherde och riksdagsman. Anders Lunderqvist var komminister i Bolstads församling och från 1907 kyrkoherde i Frändefors församling i Karlstads stift. Som politiker var han under en tid 1890 ledamot av riksdagens andra kammare från Sundals härads valkrets.